# Arctotheca marginata
Arctotheca marginata là một loài thực vật có hoa trong họ Cúc. Loài này được Beyers mô tả khoa học đầu tiên năm 2002.